# Yamina (prénom)
Pour les articles homonymes, voir Yamina.
 (octobre 2021).
Si vous disposez d'ouvrages ou d'articles de référence ou si vous connaissez des sites web de qualité traitant du thème abordé ici, merci de compléter l'article en donnant les références utiles à sa vérifiabilité et en les liant à la section « Notes et références ».
Yamina  est un prénom d'origine arabe (يمينة) signifiant « personne droite », « éthique » et « morale ».

## Personnalités portant ce prénom
- Yamina Bachir-Chouikh
- Yamina Benguigui
- Yamina Bouchaouante
- Yamina Halata
- Yamina Mechakra
- Yamina Zerrouk
- Yamina Zoghlami
- Yamina Zoutat